# Edsall-Klasse
Die Geleitzerstörer der Edsall-Klasse wurden für den Konvoi-Begleitdienst erbaut und eingesetzt. Dabei war ihre Hauptaufgabe die Abwehr von U-Bootangriffen und wenn möglich die Zerstörung eines oder mehrerer U-Boote. Das Typschiff dieser Klasse war die Edsall.

## Rumpfnummern
Es wurden insgesamt 85 Schiffe der Edsall-Klasse gebaut. Die Schiffe wurden in Serie gebaut, wobei diese in vier Blöcken an die United States Navy geliefert wurden. Nachfolgende Tabelle verdeutlicht dieses Vorgehen.
| Von    | Bis    |
| ------ | ------ |
| DE-129 | DE-152 |
| DE-238 | DE-255 |
| DE-316 | DE-338 |
| DE-382 | DE-401 |